# Jean-Pierre Roth

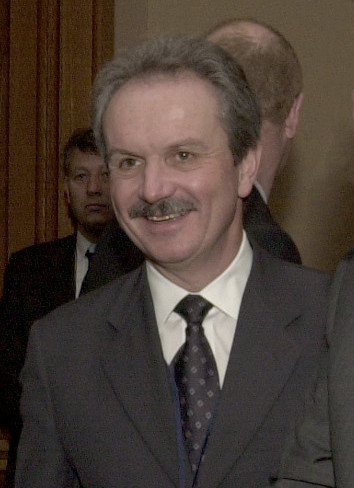
Jean-Pierre Roth (2001)

Jean-Pierre Roth (* 28. April 1946 in Saxon) ist ein Schweizer Ökonom. Er war von 2001 bis 2009 Präsident des Direktoriums der Schweizerischen Nationalbank (SNB).
Jean-Pierre Roth studierte Ökonomie am Genfer Hochschulinstitut für internationale Studien (HEI), wo er mit einem Doktorat abschloss. Danach absolvierte er weiterführende Studien am Massachusetts Institute of Technology in den USA und unterrichtete an der Universität Genf und am Institut HEI.
Roths Eintritt in die Schweizerische Nationalbank erfolgte 1979. Dort war er in verschiedenen Bereichen in Zürich und Bern tätig. 1996 wurde er vom Bundesrat zum Vizepräsidenten des Direktoriums gewählt und übernahm in dieser Funktion die Leitung des II. Departements in Bern, das für die Bereiche Kapitalmarkt, Banknoten, Geschäftsverkehr mit dem Bund sowie Verwaltung des Goldbestandes zuständig ist. 2001 wurde Roth vom Bundesrat als Nachfolger von Hans Meyer zum Präsidenten des Direktoriums gewählt und übernahm den Vorsitz des I. Departements in Zürich, das für die Bereiche Volkswirtschaft, Internationale Angelegenheiten sowie Recht und Dienste verantwortlich ist.
Darüber hinaus war Roth schweizerischer Gouverneur des Internationalen Währungsfonds (IWF) in Washington und war von 2006 bis 2009 Präsident des Verwaltungsrates der Bank für Internationalen Zahlungsausgleich (BIZ) in Basel. Von 2007 bis 2009 vertrat er die Schweiz zudem im Forum für Finanzstabilität. 
Ende 2009 trat Roth als Präsident des Direktoriums der SNB zurück. Seit 2010 ist er Verwaltungsrat der Swatch Group, von 2010 bis 2016 war er VR der Schweizerischen Rückversicherung AG und von 2010 bis 2019 der Nestlé. Von 2010 bis 2017 war er Präsident der Genfer Kantonalbank. Er ist seit 2017 Vizepräsident der Arab Bank Switzerland. und seit 2014 Mitglied des Verwaltungsrats der MKS Switzerland. Er war von 2010 bis 2018 Mitglied des Stiftungsrats von Avenir Suisse. Auch war er Mitglied in der ETH Zürich Foundation.
Roth ist verheiratet und Vater von drei Kindern.